# Adonisea navarra
Adonisea navarra är en fjärilsart som beskrevs av Dyar 1914. Adonisea navarra ingår i släktet Adonisea och familjen nattflyn. Inga underarter finns listade i Catalogue of Life.